# Tiger by the Tail (film din 1970)
Tiger by the Tail este un film din 1970 regizat de R. G. Springsteen și scris de Charles A. Wallace, cu Christopher George, Tippi Hedren, Dean Jagger, John Dehner, Charo, Lloyd Bochner și Glenda Farrell în rolurile principale. Turnat în 1968, a fost lansat abia în ianuarie 1970, de Commonwealth United Entertainment.

## Prezentare
Eroul de război din Vietnam (Christopher George), acuzat de uciderea fratelui său, își recrutează iubita (Tippi Hedren) pentru a descoperi adevăratul criminal.

## Distribuție
- Christopher George - Steve Michaelis
- Tippi Hedren - Rita Armstrong
- Dean Jagger - Top Polk
- John Dehner - Sheriff Chancey Jones
- Charo - Darlita
- Lloyd Bochner - Del Ware
- Glenda Farrell - Sarah Harvey
- Alan Hale Jr. - Billy Jack Whitehorn
- Skip Homeier - Deputy Sheriff Laswell
- R. G. Armstrong - Ben Holmes
- Dennis Patrick - Frank Michaelis
- Martin Ashe - Jimmy-San Ricketts
- Frank Babich - Reporter
- Marilyn Devin - Julie Foster
- Ray Martell - Garcia
- Burt Mustin - Tom Dugger
- Fernando Pereira - Mendoza
- Olga Velez - Candita

## Legături externe
- Tiger by the Tail la Internet Movie Database

## Vezi și
- Listă de filme americane din 1970
- United Pictures Corporation

Format:R. G. Springsteen